# Frederik Carl Eide
Frederik Carl Eide (2. marts 1815 i Christiania – 2. august 1882 i København) var en dansk-norsk forstmand.
Han blev født i Christiania 2. marts 1815 som uægte søn af prins Christian Frederik, den senere Christian VIII, og Johanna Maria Christensdatter Bandvold. 1827 kom Eide til Danmark; han blev oplært i skovbrugets praksis af sin senere svigerfader, forstinspektør Friedrich Sarauw i Sorø, og bestod 1836 forsteksamen. Året efter blev han naturaliseret og fik bestalling som landmåler. Efter en studierejse i Tyskland og Bøhmen blev Eide i 1842 ansat som skovrider ved Sorø Akademi, 1847 blev han forstinspektør sammesteds, 1848 Ridder af Dannebrog, 1860 overførster for 2. Overførsterinspektion, 1861 Dannebrogsmand, 1865 tillige overinspektør for Sorø Akademis skove. 1840 blev han jagtjunker, 1847 jægermester, 1857 forstmester, 1862 hofjægermester, 1867 kammerherre. 1875 fik han Kommandørkorset, 1. august 1882, samme dag, som han fratrådte sin overførsterstilling, blev han Kommandør af 1. grad; dagen efter døde han i København. Han var medlem af flere forstlige kommissioner, bl.a. 1863-69 af Forsteksaminationskommissionen; 1857 udgav han: Om skadelige Forstinsekter, der kunne blive farlige for danske Naaleskove.
Eide ægtede 1842 Christine Elisabeth "Elise" Sarauw (27. april 1816 i Nørre Herlev – 24. juli 1860 i Sorø), datter af ovennævnte forstinspektør. Af hans efterladte formue blev 75.000 kr. anvendte til et Legat til Fordel for Enker efter Skovridere og underordnede Skovbetjente samt til Skovbrugets Fremme.
Han er begravet på Sorø Kirkegård, hvor et monument er udført af Aksel Hansen. Litografi 1883 af I.W. Tegner & Kittendorff efter fotografi.